# CAF Champions League 2006
Die CAF Champions League 2006 begann am 17. Februar 2006 mit der ersten Runde und endete am 11. November 2006 mit dem Finalrückspiel zwischen CS Sfax aus Tunesien und al Ahly Kairo aus Ägypten. Sieger wurde Al-Ahly, das nach einem 1:1-Unentschieden im Hinspiel das Rückspiel in Sfax mit 1:0 gewinnen konnte. Dies war bereits der fünfte Erfolg des Vereins in der CAF Champions League.
Insgesamt nahmen 61 Mannschaften aus 50 Landesverbänden am Turnier teil.

## Erste Runde
Hinspiele am 17. und 19. Februar, Rückspiele am 3. und 5. März.
|                        | Gesamt    |                             | Hinspiel | Rückspiel |
| ---------------------- | --------- | --------------------------- | -------- | --------- |
| Renacimiento FC        | (a)2:2(a) | Africa Sports National      | 0:0      | 2:2       |
| Stade Malien           | 5:2       | Satellite FC                | 3:0      | 2:2       |
| Tusker FC              | 4:1       | Red Sea FC                  | 3:1      | 1:0       |
| RC Kadiogo Ouagadougou | 1:2       | USM Algier                  | 1:1      | 0:1       |
| AS Douanes de Lomé     | 2:3       | ASC Port Autonome           | 0:0      | 2:3       |
| Civics FC              | 5:2       | GD Sagrada Esperança        | 4:0      | 1:2       |
| East End Lions         | 0:7       | ASEC Mimosas                | 0:4      | 0:3       |
| Mbabane Swallows       | 2:7       | Orlando Pirates             | 0:5      | 2:2       |
| AS Port-Louis 2000     | 1:0       | Coin Nord de Mitsamiouli    | 1:0      | 1         |
| Police FC              | 0:3       | Al-Hilal Khartum            | 0:0      | 0:3       |
| Police XI              | 2:3       | Enugu Rangers               | 2:2      | 0:1       |
| AS Mangasport          | 1:2       | FC Enyimba                  | 1:0      | 0:2       |
| LPRC Oilers            | 2:3       | ASC Diaraf                  | 0:0      | 2:3       |
| Renaissance FC         | 1:2       | Cotonsport Garoua           | 1:1      | 0:1       |
| FC Saint Eloi Lupopo   | 4:1       | AS Police                   | 2:0      | 2:1       |
| Anges de Fatima Bangui | 0:2       | Daring Club Motema Pembe    | 0:0      | 0:2       |
| AS GNN                 | 1:7       | CS Sfax                     | 1:3      | 0:4       |
| APR FC                 | 4:2       | Atlético Sport Aviação      | 3:2      | 1:0       |
| Aigle Royal Menoua     | 1:4       | Asante Kotoko               | 1:1      | 0:3       |
| La Passe FC            | 0:2       | Clube Ferroviário de Maputo | 0:0      | 0:2       |
| Likhopo FC             | 0:4       | Mamelodi Sundowns           | 0:1      | 0:3       |
| AS Excelsior           | (a)3:3(a) | USCA Foot                   | 3:1      | 0:2       |
| Wallidan Banjul        | 2         | Hearts of Oak SC            | –        | –         |
| ENPPI Club             | 0:1       | Saint-George SA             | 0:0      | 0:1       |
| Polisi Sports Club     | 3         | Civo United                 | –        | –         |
| Al-Ittihad             | 1:5       | JS Kabylie                  | 1:1      | 0:4       |
| Young Africans SC      | 2:3       | Zanaco FC                   | 2:1      | 0:2       |
| AS Inter Star          | 4         | CAPS United                 | –        | –         |
| ASC Ahmedi             | 5         | Raja Casablanca             | –        | –         |

Bereits für die zweite Runde qualifiziert waren:
- al Ahly Kairo
- FAR Rabat
- Étoile Sportive du Sahel

## Zweite Runde
Hinspiele am 17. und 19. März; Rückspiele am 31. März und 2. April.
|                             | Gesamt    |                          | Hinspiel | Rückspiel |
| --------------------------- | --------- | ------------------------ | -------- | --------- |
| Stade Malien                | 2:2       | Renacimiento FC          | 2:1      | 0:1       |
| Tusker FC                   | 0:5       | al Ahly Kairo            | 0:2      | 0:3       |
| ASC Port Autonome           | (a)4:4(a) | USM Algier               | 2:1      | 2:3       |
| ASEC Mimosas                | 4:0       | Civics FC                | 3:0      | 1:0       |
| AS Port-Louis 2000          | 0:9       | Orlando Pirates          | 0:5      | 0:4       |
| Enugu Rangers               | 1:4       | Al-Hilal Khartum         | 1:0      | 0:4       |
| ASC Diaraf                  | 0:2       | FC Enyimba               | 0:0      | 0:2       |
| FC Saint Eloi Lupopo        | 1:0       | Cotonsport Garoua        | 1:0      | 1:0       |
| CS Sfax                     | 2:1       | Daring Club Motema Pembe | 1:1      | 1:0       |
| APR FC                      | (a)2:2(a) | FAR Rabat                | 2:1      | 0:1       |
| Clube Ferroviário de Maputo | 1:2       | Asante Kotoko            | 0:0      | 1:2       |
| USCA Foot                   | (a)3:3(a) | Mamelodi Sundowns        | 1:1      | 2:2       |
| Saint-George SA             | 14:2 1    | Hearts of Oak SC         | 4:0      | 10:2 1    |
| AS Polisi                   | 0:5       | Étoile Sportive du Sahel | 0:2      | 0:3       |
| Zanaco FC                   | 1:3       | JS Kabylie               | 1:0      | 0:3       |
| Raja Casablanca             | 8:2       | AS Inter Star            | 7:0      | 1:2       |

## Achtelfinale
Hinspiele am 21. und 24. April; Rückspiele am 5. und 7. Mai.
|                   | Gesamt          |                          | Hinspiel | Rückspiel |
| ----------------- | --------------- | ------------------------ | -------- | --------- |
| Renacimiento FC   | 0:4             | al Ahly Kairo            | 0:0      | 0:4       |
| ASC Port Autonome | 1:6             | ASEC Mimosas             | 1:0      | 0:6       |
| Orlando Pirates   | (a)3:3(a)       | Al-Hilal Khartum         | 2:0      | 1:3       |
| FC Enyimba        | 3:0             | FC Saint Eloi Lupopo     | 2:0      | 1:0       |
| CS Sfax           | 2:1             | FAR Rabat                | 1:1      | 1:0       |
| Asante Kotoko     | 6:1             | USCA Foot                | 6:0      | 0:1       |
| Hearts of Oak SC  | 1:1 (7:6 i. E.) | Étoile Sportive du Sahel | 1:0      | 0:1       |
| JS Kabylie        | 3:2             | Raja Casablanca          | 3:1      | 0:1       |

## Viertelfinale

### Gruppe A
| Pl. | Verein        | Sp. | S | U | N | Tore    | Diff. | Punkte |
| --- | ------------- | --- | - | - | - | ------- | ----- | ------ |
| 1.  | CS Sfax       | 6   | 4 | 0 | 2 | 009:700 | +2    | 12     |
| 2.  | al Ahly Kairo | 6   | 3 | 2 | 1 | 009:300 | +6    | 11     |
| 3.  | Asante Kotoko | 6   | 2 | 1 | 3 | 007:900 | −2    | 07     |
| 4.  | JS Kabylie    | 6   | 1 | 0 | 5 | 003:900 | −6    | 03     |

| 15. Juli 2006      |     |               |
| CS Sfax            | 1:0 | al Ahly Kairo |
| 16. Juli 2006      |     |               |
| JS Kabylie         | 1:0 | Asante Kotoko |
| 29. Juli 2006      |     |               |
| Asante Kotoko      | 4:2 | CS Sfax       |
| al Ahly Kairo      | 2:0 | JS Kabylie    |
| 13. August 2006    |     |               |
| Asante Kotoko      | 0:0 | al Ahly Kairo |
| JS Kabylie         | 0:1 | CS Sfax       |
| 26. August 2006    |     |               |
| al Ahly Kairo      | 4:0 | Asante Kotoko |
| CS Sfax            | 2:0 | JS Kabylie    |
| 9. September 2006  |     |               |
| Asante Kotoko      | 2:1 | JS Kabylie    |
| al Ahly Kairo      | 2:1 | CS Sfax       |
| 17. September 2006 |     |               |
| JS Kabylie         | 2:2 | al Ahly Kairo |
| CS Sfax            | 2:1 | Asante Kotoko |

### Gruppe B
| Pl. | Verein           | Sp. | S | U | N | Tore    | Diff. | Punkte |
| --- | ---------------- | --- | - | - | - | ------- | ----- | ------ |
| 1.  | ASEC Mimosas     | 6   | 3 | 3 | 0 | 011:100 | +10   | 12     |
| 2.  | Orlando Pirates  | 6   | 2 | 3 | 1 | 004:600 | −2    | 09     |
| 3.  | FC Enyimba       | 6   | 2 | 2 | 2 | 004:500 | −1    | 08     |
| 4.  | Hearts of Oak SC | 6   | 0 | 2 | 4 | 000:700 | −7    | 02     |

| 16. Juli 2006      |     |                  |
| Hearts of Oak SC   | 0:2 | FC Enyimba       |
| 18. Juli 2006      |     |                  |
| Orlando Pirates    | 1:1 | ASEC Mimosas     |
| 30. Juli 2006      |     |                  |
| FC Enyimba         | 1:1 | Orlando Pirates  |
| ASEC Mimosas       | 3:0 | Hearts of Oak SC |
| 12. August 2006    |     |                  |
| Orlando Pirates    | 0:0 | Hearts of Oak SC |
| 13. August 2006    |     |                  |
| ASEC Mimosas       | 3:0 | FC Enyimba       |
| 27. August 2006    |     |                  |
| FC Enyimba         | 0:0 | ASEC Mimosas     |
| Hearts of Oak SC   | 0:1 | Orlando Pirates  |
| 9. September 2006  |     |                  |
| ASEC Mimosas       | 4:0 | Orlando Pirates  |
| 10. September 2006 |     |                  |
| FC Enyimba         | 1:0 | Hearts of Oak SC |
| 16. September 2006 |     |                  |
| Hearts of Oak SC   | 0:0 | ASEC Mimosas     |
| Orlando Pirates    | 1:0 | FC Enyimba       |

## Halbfinale
|                 | Gesamt |              | Hinspiel | Rückspiel |
| --------------- | ------ | ------------ | -------- | --------- |
| Orlando Pirates | 0:1    | CS Sfax      | 0:0      | 0:1       |
| al Ahly Kairo   | 3:2    | ASEC Mimosas | 2:0      | 1:2       |

## Finale

### Hinspiel
| al Ahly Kairo                                           | al Ahly Kairo | CS Sfax | CS Sfax |
| ------------------------------------------------------- | --- | --- | ------- |
| al Ahly Kairo                                           | \| Hinspiel \| \| 29. Oktober 2006 in Kairo (Cairo International Stadium) \| \| Ergebnis: 1:1 (1:0) \| \| Zuschauer: 74.100 \| \| Schiedsrichter: Modou Sowe ( Gambia) \|                                                                                 | \| Hinspiel \| \| 29. Oktober 2006 in Kairo (Cairo International Stadium) \| \| Ergebnis: 1:1 (1:0) \| \| Zuschauer: 74.100 \| \| Schiedsrichter: Modou Sowe ( Gambia) \| | CS Sfax |
| al Ahly Kairo                                           | Essam El-Hadary – Wael Gomaa, Ahmad Shedid (70. Islam El-Shater), Mohamed Sedik, Mohamed Aboutreika, Mohamed Shawky, Mohamed Barakat (81. Ahmed Hassan), Shady Mohamed, Hossam Ashour, Flávio Amado, Emad Moteab (80. Wael Riad) Cheftrainer: Manuel José | Ahmed Jaouachi – Fateh Garbi, Wisam El-Abdy, Issam Merdassi, Amir Haj Massaoud, Chadi Hammami, Haitham Mrabet, Abdelkrim Nafti, Anis Boujelbene (90.+5' Hassen Bejaoui), Tarak Ziadi (75. Blaise Kouassi), Joe Tex Frimpong (90. Chaker Berguagi) Cheftrainer: Michel Decastel (?) | CS Sfax |
| al Ahly Kairo                                           | 1:0 Mohamed Aboutreika (27.) | 1:1 Joetex Frimpong (53.) | CS Sfax |
| al Ahly Kairo                                           | Wael Gomaa (32.) | Wisam El-Abdy (36.), Ahmed Jaouachi (74.) | CS Sfax |
| Hinspiel                                                | | |         |
| 29. Oktober 2006 in Kairo (Cairo International Stadium) | | |         |
| Ergebnis: 1:1 (1:0)                                     | | |         |
| Zuschauer: 74.100                                       | | |         |
| Schiedsrichter: Modou Sowe ( Gambia)                    | | |         |

### Rückspiel
| CS Sfax                                              | CS Sfax | al Ahly Kairo | al Ahly Kairo |
| ---------------------------------------------------- | --- | --- | ------------- |
| CS Sfax                                              | \| Rückspiel \| \| 11. November 2006 in Radès (Stadion des 7. November) \| \| Ergebnis: 0:1 (0:0) \| \| Zuschauer: 60.000 \| \| Schiedsrichter: Coffi Codjia ( Benin) \| | \| Rückspiel \| \| 11. November 2006 in Radès (Stadion des 7. November) \| \| Ergebnis: 0:1 (0:0) \| \| Zuschauer: 60.000 \| \| Schiedsrichter: Coffi Codjia ( Benin) \| | al Ahly Kairo |
| CS Sfax                                              | ? | ? | al Ahly Kairo |
| CS Sfax                                              | 0:1 Mohamed Aboutreika (90.+2') | | al Ahly Kairo |
| CS Sfax                                              | ? | ? | al Ahly Kairo |
| Rückspiel                                            | | |               |
| 11. November 2006 in Radès (Stadion des 7. November) | | |               |
| Ergebnis: 0:1 (0:0)                                  | | |               |
| Zuschauer: 60.000                                    | | |               |
| Schiedsrichter: Coffi Codjia ( Benin)                | | |               |